# Пітер Гей
Пітер Гей (англ. Peter Gay, ім'я при народженні Пітер Йоахім Фреліх; 20 червня 1923 — 12 травня 2015) — почесний Стерлінгський професор з історії Єльського університету і директор Центру науковців і письменників Нью-Йоркської публічної бібліотеки (1997–2003). Від Американської історичної асоціації у 2004 Гей отримав Премію з наукової відмінності. Він автор більш ніж двадцяти п'яти книг, серед яких лауреат премій багатотомова Просвітництво: інтерпретація; бестселер Веймарська культура: аутсайдер як інсайдер (1968); та перекладена багатьма мовами книга Фрейд: життя для нашого часу (1988).

## Життєпис
Пітер Гей народився в Берліні, Німеччина в 1923 і імігрував до Сполучених Штатів в 1941.
З 1948 по 1955 роки був професором політичних наук Колумбійського університету, а потім, з 1955 до 1969 професором історії.
Залишив Колумбію в 1969 для вступу в відділ історії Єльського університету як Професор порівняльної і інтелектуальної європейської історії, і отримав звання Стерлінгського професора з історії в 1984.